# Kalozotomia
Kalozotomia (ang. callosotomy)  – zabieg neurochirurgiczny, polegający na przecięciu spoidła wielkiego mózgu (ciała modzelowatego). Wskazaniem do kalozotomii są ciężkie postaci padaczki lekoopornej, ogniskowej lub wieloogniskowej, z napadami wtórnie uogólniającymi się. W większości przypadków po kalozotomii uzyskuje się znaczną poprawę. Możliwym powikłaniem jest tzw. zespół rozdwojonego mózgu (zespół dyskonekcji, zespół rozłączenia), na który mogą składać się afazja ruchowa, mutyzm, akineza, porażenie połowicze.